# Vaulnaveys-le-Haut
Vaulnaveys-le-Haut é uma comuna francesa na região administrativa de Auvérnia-Ródano-Alpes, no departamento de Isère. Estende-se por uma área de 19,86 km². Em 2010 a comuna tinha 3 962 habitantes (densidade: 199,5 hab./km²).